# Ширин Местан
Ширѝн Места̀н е български филолог и политик. Бивш председател на Държавната агенция за закрила на детето (2001–2009).  Тя е съпруга на Лютви Местан (основател на партия ДОСТ). 

## Биография
Родена е на 7 април 1963 г. в Крумовград, България. Израства в Момчилград. Завършва Пловдивския университет „Паисий Хилендарски“ — магистър по руски и английски език.
Дъщеря е на Хасан Али – политик и депутат от ДПС в началото на 90-те години, заместник-министър на земеделието в кабинета на Стефан Софиянски.

### Професионално развитие
Ширин Местан има 16 години педагогически стаж като преподавател по английски и руски език. Активно се е занимавала с журналистическа и преводаческа дейност. Работила е в Европейския колеж по икономика и управление в Пловдив като специалист по връзки с обществеността.
Била е председател на Държавната агенция за закрила на детето от създаването ѝ на 29 ноември 2001 до 2009 г. Секретар е на Балканския мултимедиен център към Държавната музикална академия. 

## Семейство
Първият ѝ брак е с Игор Гробов, неин състудент, бивш гражданин на СССР, от когото има син Дениз. Игор живее и работи в Пловдив. С втория си съпруг Лютви Местан имат общ син Ервин. 